# 多元文化電視台 (亞伯達省)
多元文化電視台的亞伯達省分台（英文：OMNI Alberta）是加拿大亞伯達省第一個免費多元文化電視頻道，隸屬羅渣士傳媒，為多元文化電視台（OMNI Television）的一部份。亞省OMNI的總部設於省府愛民頓，並於愛民頓和卡加利兩市設有發射站。亞省OMNI的節目陣容涵蓋20種語言，包括粵語和普通話，部分時段亦以英語廣播，營運模式大致與多倫多的OMNI.2相若。

## 歷史
加拿大視訊委員會（CRTC）於2006年接獲兩個集團申請在愛民頓和卡加利設立免費多元文化電視頻道，如下：
- 羅渣士傳媒建議以同一訊號向該兩市廣播，自製的地區新聞節目以省内的華裔和南亞裔居民為目標對象（羅渣士當時於多倫多營運兩條OMNI頻道）；
- Multivan則建議在兩市作分途廣播，在愛民頓製作粵語、烏克蘭語和印地語地區新聞，在卡加利則製作普通話、德語和旁遮普語地區新聞（Multivan當時於溫哥華營運Channel M）。

CRTC指出亞省的德裔和烏克蘭裔社群相對已較融入主流社會，並有感羅渣士的建議更能有效服務華裔和南亞裔等省内新興移民社群，故於2007年6月8日將兩個牌照批予羅渣士。競投失敗後，Multivan有感其競爭力被大幅削弱，因此於7月7日宣佈將Channel M售予羅渣士，羅渣士遂順利將OMNI品牌伸展至亞省和卑詩省。
愛民頓和卡加利牌照的呼號初期分別為CHXE和CHXC，到2008年2月4日則改為CJEO和CJCO；兩台並於同2008年9月15日同步啓播。
隨着加拿大主要城市的地面電視新舊制式過渡期於2011年8月結束，亞省OMNI分別於同8月11日和31日在卡加利和愛民頓終止模擬電視廣播，進入全數碼廣播年代。

## 新聞
亞省OMNI於2008年啓播後曾製作粵語新聞、國語新聞和主要針對南亞裔觀眾的英語新聞，於愛民頓和卡加利同步播放。OMNI的亞省新聞中心設於姊妹台Citytv愛民頓分台的廣播大樓，而愛民頓和卡加利兩市均駐有新聞團隊採訪地區新聞。亞省新聞從2010年8月16日起改以16:9標清技術製作。另外，亞省OMNI亦於周六晚上播出從多倫多製作的周末國語新聞雜誌。
2011年9月，OMNI進行架構重組，三節亞省地區新聞節目均告取消，20名受影響的員工中有14人調往Citytv或羅渣士的多倫多總部，餘下6人則被遣散。現時亞省OMNI播放粵語、國語和旁遮普語全國新聞，以及由多倫多新聞部製作的英語南亞新聞；上述每節新聞仍起碼有一段消息分別來自愛民頓和卡加利。
2013年1月20日，OMNI再進行架構重組，取消國粵語周一至周五播放的全國新聞及把部分新聞節目的播放時間縮減至半小時，亞省的華語新聞時段改為同步播放卑詩省分台的國、粵語新聞，而旁遮普語新聞則提早至晚上8:30播放。
2013年5月30日，羅渣士再以「資源重整」為現由，再次向OMNI新聞部開刀，關閉亞省新聞部及停播英語南亞版新聞，停播周未版新聞。消息指總共有39名OMNI的員工被裁。
2014年10月6日起，為配合全新節目安排，亞省新聞時段再作更改，國粵語新聞時段則改為延播多倫多多元二台。
2015年5月7日，羅渣士再因資金短缺而決定將OMNI電視台跟姐妹台City電視台的製作部並同時裁員110人。全線OMNI新聞亦即日停播，原來的新聞時段於當日起改為播放一系列由OMNI製作的新聞節目。
2008年至2011年間亞省地區新聞節目的編排如下：
| 語言           | 主播／記者                                                                                   | 播放時段                  |
| -------------- | -------------------------------------------------------------------------------------------- | ------------------------- |
| 普通話         | 新聞主播：鄧正松 愛民頓記者：王佳、董守良、劉鈺暉 卡加利記者：楊捷                           | 週一至週五晚上5:00至5:30  |
| 英語（南亞版） | 新聞主播：Sudha Krishnan                                                                     | 週一至週五晚上8:00至9:00  |
| 粵語           | 新聞主播：官潔瑜 愛民頓記者：劉培慶、周振生、張寧科 卡加利記者：黃慧聰、周子敖、鍾波、吳曼婷 | 週一至週五晚上9:00至10:00 |

## 外部連結
- （英文）官方網站